# US Tourcoing FC
US Tourcoing FC is een Franse voetbalclub uit Tourcoing, aan de grens met België. 
De club werd in 1898 gesticht en sloot zich aan bij de USFSA, die enkele regionale competities organiseerde, de regionale kampioenen bekampten elkaar voor het Championnat de France.
Na enkele regionale titels werd de club in 1910 landskampioen na een 7-2-overwinning tegen Stade Helvétique Marseille. Na WOI waren de hoogdagen van de club voorbij, in 1932 werd een nationale competitie opgericht maar de club kon nooit de eerste klasse bereiken. 
In 1945 fuseerde de club met RC Roubaix, Excelsior Roubaix en de kleine club US Roubaix tot CO Roubaix-Tourcoing (CORT) dat twee jaar later landskampioen werd. CORT degradeerde echter in 1955 uit de hoogste klasse en twee jaar later verliet US Tourcoing de unie om opnieuw te beginnen. De vooroorlogse glorie werd niet meer bereikt en de club hield in 1994 op te bestaan. Daarna werd Tourcoing FC opgericht dat zichzelf als de opvolger van de eens succesvolle club ziet. Deze club speelde in de lagere reeksen. In 2010 werd de naam US Tourcoing FC aangenomen en de clubkleuren van de originele club. In 2014 promoveerde de club naar de CFA 2, vanaf 2017 Championnat National 3. In 2019 degradeerde de club.

## Erelijst
Kampioen USFSA in 1910
Kampioen du Nord USFSA: 1900, 1909, 1910, 1912

## Bekende spelers
- Yohan Cabaye (jeugd)
- Didier Drogba (jeugd)
- / Michael Klukowski
- Laurent Macquet (jeugd)
- Mehdi Makhloufi
- Larsen Touré